# Doniophyton anomalum
Doniophyton anomalum là một loài thực vật có hoa trong họ Cúc. Loài này được (D.Don) Kurtz mô tả khoa học đầu tiên năm 1893.